# Eisenbahnunfall von Torremontalbo

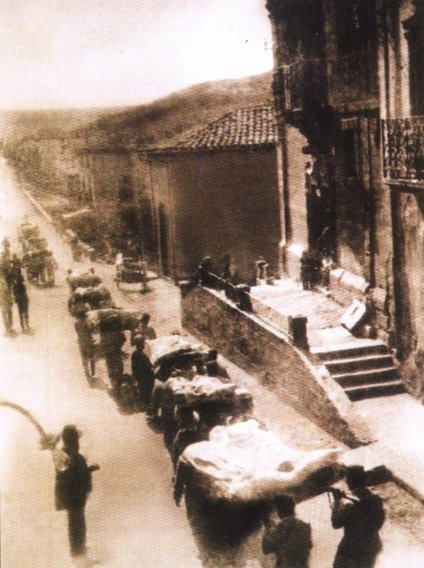
Bergung von Verletzten nach dem Unfall

Bei dem Eisenbahnunfall von Torremontalbo entgleiste am 27. Juni 1903 bei Torremontalbo, La Rioja, Spanien, ein Postzug, während er eine Brücke befuhr. 44 Menschen starben.

## Ausgangslage
Die Strecke Miranda del Ebro–Saragossa querte mit der ca. 185 m langen Montalvo-Brücke bei Torremontalbo den Fluss Nanjerilla. Die Brücke war eine ältere Stahlkonstruktion, die auf Steinpfeilern auflag. In der sommerlichen Hitze war der Fluss weitgehend ausgetrocknet. Wie später festgestellt wurde, wies die Brücke konstruktive und bauliche Mängel auf und auch der Oberbau war schadhaft, was aber bis dahin keinem Zug Probleme bereitet hatte. Der Verlauf der Strecke wies nach der Brücke eine leichte Steigung auf.
Der Zug Nr. 160 der Compañía de los Caminos de Hierro del Norte de España war am frühen Morgen aus Bilbao abgefahren und sollte nach Saragossa fahren. Geführt wurde er von zwei Dampflokomotiven, „Abando“ und „Madrid“, denen 10 Personen- und 7 Post- und Gepäckwagen folgten. In einem der Wagen wurden auch 2 Mio. Peseten transportiert, die der Banco de España gehörten. Die Vorspannlokomotive hatte der Zug bei seinem Unterwegshalt in Miranda del Ebro erhalten. Sie hatte zuvor einen Sonderzug in die Gegenrichtung befördert und sollte auf diese Weise in ihren Heimatbahnhof Saragossa zurückkehren. Der Zug war mit 18 Minuten Verspätung unterwegs. Die Lokomotivführer fuhren deshalb möglichst schnell.

## Unfallhergang
Als die erste Lokomotive gegen 15 Uhr das gegenüber liegende Ufer fast erreicht hatte, beschleunigte deren Lokomotivführer, um die folgende leichte Steigung ohne Geschwindigkeitsverlust angehen zu können. Dabei riss die Kupplung zur zweiten Lokomotive. Diese entgleiste, kippte zur Seite und zog alle folgenden Wagen nach sich, als sie in die Tiefe stürzte. Dabei riss der abstürzende Zug Teile der Brücke mit sich. Die Fahrzeuge wurden zertrümmert, als sie im Flussbett aufschlugen. Die Vorspannlokomotive entgleiste zwar mit einigen Radsätzen, kam aber 200 Meter jenseits des Brückenendes im Gleis zum Stehen. Der Lärm des abstürzenden Zuges, war so groß, dass die Einwohner des nahe gelegenen Ortes Cenicero sofort herbei eilten und erste Hilfe leisteten.

## Folgen
43 Menschen starben, darüber hinaus ein Polizist an Erschöpfung während der Rettungsarbeiten. Weitere 84 Menschen wurden bei dem Unfall verletzt. König Alfons XIII. bedankte sich bei den Einwohnern von Cenicero für die geleistete schnelle Hilfe und verlieh dem Ort dafür die Stadtrechte. Der Hilfszug war auch um Mitternacht, neun Stunden nach dem Unfall, immer noch nicht eingetroffen. Die 2 Mio. Peseten der Banco de España blieben nach dem Unfall verschwunden.
Drei Jahre nach dem Unfall kam es zu einem Strafverfahren gegen Mitarbeiter der Bahngesellschaft, das wiederum einige Jahre dauerte. Diese wurden freigesprochen, das Gericht erkannte auf Höhere Gewalt.